# Lubeszka
Lubeszka (ukr. Любешка) – wieś na Ukrainie, w obwodzie lwowskim, w rejonie lwowskim (do 2020 roku w rejonie przemyślańskim). 
W II Rzeczypospolitej w powiecie bóbreckim województwa lwowskiego. W kwietniu 1944 r. nacjonaliści ukraińscy z OUN - UPA zamordowali tutaj 5 Polaków. Los co najmniej 183 Polaków z tej wsi nie jest znany.  

## Położenie
Na podstawie Słownika geograficznego Królestwa Polskiego i innych krajów słowiańskich: Lubeszka to wieś w powiecie bóbreckim, 12 km na południowy wschód od Bóbrki.